# Суперкубок Сектора Гази з футболу 2019
Суперкубок Сектора Гази з футболу 2019  — 8-й розіграш турніру. Матч відбувся 24 серпня 2019 року між чемпіоном Сектора Гази і володарем Кубка Сектора Гази клубом Хадамат (Рафах) та фіналістом Кубка Сектора Гази клубом Аль-Іттіхад (Шуджаія).
| Володар Суперкубка Сектора Гази 2019 |
| ------------------------------------ |
|                                      |
| Аль-Іттіхад (Шуджаія) Третій титул   |

## Матч

### Деталі
| 24 серпня 2019 17:00 (EEST) |

| Хадамат (Рафах) | 1:1 пен. 3:4 | Аль-Іттіхад (Шуджаія) |
| --------------- | ------------ | --------------------- |
| Алсабахін 71'   | Протокол     | Атія 75' (пен.)       |

| Мохамад Аль-Доррах, Дейр-ель-Балах Арбітр: Ашраф Зомлот |